# Mahershala Ali
Mahershala Ali (/məˈhɜːrʃələ/; born Mahershalalhashbaz Gilmore, sinh ngày 16 tháng 2 năm 1974) là một diễn viên và rapper người Mỹ, người đã nhận được nhiều giải thưởng, bao gồm hai giải Oscar, ba giải Screen Actors Guild Awards, giải BAFTA, một giải Quả cầu vàng và một giải Primetime Emmy. Tạp chí Time vinh danh anh là một trong 100 người có ảnh hưởng nhất thế giới năm 2019. Năm 2020, The New York Times xếp anh thứ 23 trong danh sách 25 diễn viên vĩ đại nhất thế kỷ 21.
Sau khi theo học bằng MFA của Đại học New York, Ali bắt đầu sự nghiệp của mình với tư cách là một người thường xuyên trên các phim truyền hình, chẳng hạn như Crossing Jordan (2001–2002) và Threat Matrix (2003–2004), trước khi đóng vai Richard Tyler trong phim khoa học viễn tưởng. loạt phim The 4400 (2004–2007). Vai diễn điện ảnh chính đầu tiên của anh là trong bộ phim giả tưởng The Curious Case of Benjamin Button (2008) của David Fincher. Anh được chú ý rộng rãi hơn nhờ các vai phụ trong hai bộ phim cuối cùng của loạt phim The Hunger Games và trong House of Cards, bộ phim mà anh có đầu tiên đề cử giải Primetime Emmy.
Ali đã giành được Giải Oscar cho Nam diễn viên phụ xuất sắc nhất nhờ vai diễn Juan trong bộ phim Moonlight (2016) và vai diễn bác sĩ Don Shirley trong bộ phim hài kịch Green Book (2018). Anh là diễn viên Hồi giáo đầu tiên giành giải Oscar, nam diễn viên Da đen đầu tiên giành được hai giải Oscar trong cùng một hạng mục và là nam diễn viên da đen thứ hai giành được nhiều giải Oscar về diễn xuất.
Vào năm 2019, anh đóng vai một sĩ quan cảnh sát gặp rắc rối trong mùa thứ ba của loạt phim tội phạm tuyển tập HBO True Detective và vào năm 2020, anh đóng vai chính trong mùa thứ hai của loạt phim hài-chính kịch Hulu Ramy. Anh đã được đề cử giải Primetime Emmy cho cả hai màn trình diễn. Trong thương hiệu truyền thông Vũ trụ Điện ảnh Marvel (MCU), Ali đã đóng vai trùm tội phạm Cornell "Cottonmouth" Stokes trong loạt phim Netflix Luke Cage (2016–2018) và lồng tiếng cho thợ săn ma cà rồng Blade trong phim điện ảnh Eternals (2021), trước bộ phim độc lập của chính mình.